# RMS Asia
RMS Asia byl kolesový parník třídy America společnosti Cunard Line vybudovaný roku 1850 v loděnicích Robert Steele & Co. ve skotském Greenocku. Na vodu byl spuštěn 30. ledna 1850 a na svoji první plavbu na trase Liverpool-New York vyplul 18. května 1850.
Tentýž měsíc získal po své transatlantické plavbě časem 8 dní, 14 hodin a 50 minut s průměrnou rychlostí 12,25 uzlů (22,69 km/h) Modrou stuhu.. Pro Cunard sloužil až do roku 1867, kdy byl prodán. V roce 1883 byl nakonec rozebrán.